# ذاكرة معتمدة على الحالة
الذاكرة المعتمدة على الحالة أو التعلم المعتمد على الحالة هي ظاهرة يكون من خلالها استرجاع الذاكرة أكثر فاعلية عندما يكون الفرد في نفس حالة الوعي التي كان عليها أثناء تكوين الذاكرة. يستخدم المصطلح غالباً لوصف استرجاع الذاكرة أثناء وجود الفرد في حالات الوعي التي تنتجها العقاقير ذات التأثير النفساني (الأكثر شيوعًا هو الكحول)، وكذلك أثناء الحالة المزاجية أو حالة الوعي التي تنتجها المواد غير المخدرة أيضاً.
بخلاف الذاكرة المعتمدة على السياق، والتي تتضمن البيئة والظروف الخارجية للفرد (مثل الغرفة المستخدمة للدراسة ولإجراء الاختبار)، تنطبق الذاكرة المعتمدة على الحالة على الظروف الداخلية للفرد (مثل مستوى الكافيين).

## تاريخ البحث
في عام 1937، في جامعة إلينوي، أجرى إدوارد جيردين وإيلمر كولر تجربة على استجابات مشروطة للكلاب تحت تأثير الكورار. في التجربة، تم تعليم الكلاب استجابة عضلية مشروطة - لسحب مخالبهم بعيدًا عن الأرض عندما يسمعون صوت جرس. وغالبًا ما كان يصاحب الجرس صدمة كهربائية صغيرة، مما حفز الاستجابة. بالنسبة للكلاب التي كانت تحت تأثير الكورار عندما تعلمت الاستجابة لأول مرة، بعد أن لم يعد الكورار في نظامها، كانت احتمالية أن يتذكروا سحب مخلبهم عند سماع صوت الجرس أقل. بمجرد إعطائهم كورار مرة أخرى أظهروا الاستجابة الشرطية (أظهرت الكلاب نفس الاستجابة الطبيعية؛ أي أنهم سحبوا مخالبهم). أشارت هذه النتيجة إلى أن قدرة الكلاب على تذكر الاستجابات كانت مرتبطة بحالة وعيهم. فتحت أبحاث جيردين وكولر الباب لمزيد من التحقيق في تأثير حالة الوعي على قدرة الكائن الحي على تشفير الذكريات.
بعد هذا الاكتشاف، قام باحثون آخرون بالبحث في تأثير حالات مختلفة على القدرة على تعلم وتذكر الردود أو المعلومات. في عام 1964، أجرى دونالد أوفرتون دراسة كاستجابة مباشرة لتجربة جيردين وكولر عام 1937. اختبرت الدراسة آثار الصوديوم بنتوباربيتال على قدرة الفئران على التعلم وتذكر بعض الاستجابات المدروسة. تم اختيار هذه الفئران بشكل عشوائي ثم وضعت في متاهة بسيطة وعلمت الهرب عند تعرضها لصدمة كهربائية. وجدت أوفرتون أن الفئران التي كانت تأخذ 25 ملغ من البنتوباربيتال لم يعد بإمكانها تذكر استجابة الهروب المناسبة عندما تم وضعها لاحقًا في المتاهة بدون الدواء. ولكن إذا تم إعطاء هذه الفئران بنتوباربيتال الصوديوم مرة أخرى ووضعت في المتاهة، فإنها تتذكر استجابة الهروب التي تم تدريسها. وبالمثل، عندما علّم أوفرتون الفئران استجابة الهروب تحت ظروف التحكم (لم يتم إعطاء بنتوباربيتال الصوديوم)، فانها لم تستطع أن تتذكر هذا السلوك عندما كانت تُعطى الدواء ويُطلب منها تكرار السلوك لاحقًا. أشارت النتائج بقوة إلى أن الفئران أجرت الاستجابة المستفادة بشكل أكثر كفاءة عندما تكون في حالة تعرضها للبنتوباربيتال أو الحالة الضابطة التي كانت عليها عندما تعلمتها لأول مرة. فيما يتعلق بهذه الفكرة، ذكرت الدراسة على وجه التحديد أن «الاستجابة التي تم تعلمها تحت تأثير دواء معين ستعود لاحقًا (بأقصى قوة) فقط عند إعادة حالة الدواء هذه».
في السنوات اللاحقة، أكدت دراسات مماثلة أن التعلم يمكن أن يعتمد على الحالة (الحالة الداخلية للفرد). في عام 1971، أجرى تيري ديفيتي ورايموند لارسون دراسة مماثلة في الفئران، لمعرفة مدى تأثر الذاكرة بمستويات مختلفة من الصدمات الكهربائية. دعمت نتائجهم فكرة أن قدرة الفئران على تذكر استجابة متعلمة تتأثر بحالتها الداخلية. استمرت هذه الظاهرة في الدراسة بعد أكثر من ثلاثين عامًا. في عام 2004، درس محمد رضا زارينداست وأمينه رزيف الفئران، لمعرفة مدى تأثر الذاكرة والتعلم بالمورفين. ووجدوا أنه عندما علمت الفئران استجابة تحت تأثير المورفين، فانها قامت بتكرار نفس الاستجابة في وقت لاحق بكفاءة تحت تأثير المورفين. عندما علمت الفئران استجابة خالية من المورفين، فإنها تتذكرها بشكل أفضل عندما تكون في نفس الواقع. وبالنسبة للفئران التي تم تدريسها الاستجابة تحت تأثير المورفين، ما إن تلاشى العقار، فقد عانوا من آثار غير طبيعية؛ حيث لم يعد بإمكانهم تذكر الاستجابة المكتسبة.
تشير نتائج كل من هذه الدراسات إلى وجود ظاهرة ذاكرة تعتمد على الحالة. يستمر إجراء مزيد من البحوث حول هذا الموضوع اليوم من أجل اكتشاف مزيد من الآثار المترتبة على الذاكرة التي تعتمد على الحالة أو الظروف التي قد تحدث فيها الذاكرة المعتمدة على الحالة.

## الوظائف البيولوجية والآليات التفسيرية
في أبسط صورها، الذاكرة المعتمدة على الحالة هي نتاج تعزيز مسار تشابك معين في الدماغ. المشابك العصبية هي المسافة بين خلايا الدماغ، أو الخلايا العصبية، التي تسمح بتمرير الإشارات الكيميائية من خلية عصبية إلى أخرى. المواد الكيميائية التي تسمى الناقلات العصبية تترك الخلية العصبية، وتنتقل عبر المشابك، ويتم أخذها بواسطة العصبونات التي تليها من خلال مستقبلات الناقل العصبي. هذا يخلق اتصال بين اثنين من الخلايا العصبية يسمى المسار العصبي. تعتمد الذاكرة على تقوية هذه المسارات العصبية، وربط خلية عصبية بأخرى. عندما نتعلم شيئًا ما، يتم إنشاء مسارات جديدة بين الخلايا العصبية في المخ والتي تتواصل بعد ذلك من خلال الإشارات الكيميائية. إذا كانت هذه الخلايا لها تاريخ في إرسال إشارات معينة في ظل ظروف كيميائية محددة داخل الدماغ، فإنها تستعد بعد ذلك للعمل بشكل أكثر فعالية في ظل ظروف مماثلة. تحدث الذاكرة المعتمدة على الحالة عندما يتم إجراء اتصال عصبي جديد بينما يكون المخ في حالة كيميائية معينة - على سبيل المثال، يتعلم الطفل المصاب باضطراب فرط الحركة ونقص الانتباه جداول الضرب أثناء تناول الأدوية المنشطة. لأن دماغهم أنشأ هذه الروابط الجديدة المتعلقة بجداول الضرب بينما كان الدماغ متأثرًا كيميائيًا بالدواء المنبه، فيكون لدى الخلايا العصبية في المستقبل استعداد لتذكر هذه الحقائق بشكل أفضل عندما توجد نفس مستويات الدواء في الدماغ.
على الرغم من وجود أدلة قوية على وجود ذاكرة تعتمد على الحالة، إلا أنه من غير الواضح ما يمكن أن تكون عليه ميزة هذا الظرف. في عام 2006، عالجت الباحثة لورينا بومبلو وفريقها هذا السؤال أثناء بحثهم عن وجود ذاكرة تعتمد على الحالة في اللافقاريات، وخاصة الجراد. حتى هذه النقطة، تم استخدام الفقاريات فقط لدراسة الذاكرة المعتمدة على الحالة. وجدت هذه الدراسة أن اللافقاريات واجهت بالفعل هذه الظاهرة أيضًا، لا سيما فيما يتعلق بظروف الاستهلاك الغذائي المنخفض أو العالي. وخلص بومبلو وشركاؤه (2006) إلى أن نتائجهم أظهرت «ميزة تكيفية» محتملة للتعلم المعتمد على الحالة، وهو ما يفسر وجودها الجوهري في مجموعة واسعة من الأنواع. تشير الذاكرة المعتمدة على الحالة إلى وقت كان فيه الكائن في حالة مماثلة، وهو ما يؤثر في القرارات التي يتخذها في الوقت الحاضر. بالنسبة لهؤلاء الجراد، أثارت حالتهم الغذائية المنخفضة روابط معرفية لحالات الإكراه المتشابهة واستعدت الحشرات لاتخاذ القرارات التي اتخذتها عندما واجهت سوء التغذية في الظروف السابقة. تشير الورقة إلى أن هذه الظاهرة تسمح باتخاذ قرارات سريعة عندما لا يكون لدى الكائن الحي الوقت أو القدرة العصبية لمعالجة كل خيار بعناية.

## مواد
أظهرت الأبحاث أدلة على الأدوار التي تلعبها العديد من المواد في التأثير على الذاكرة المعتمدة على الحالة. على سبيل المثال، يمكن أن تؤدي المنشطات مثل الريتالين إلى آثار الذاكرة المعتمدة على الحالة لدى الأطفال المصابين باضطراب فرط الحركة. بالإضافة إلى ذلك، تم العثور على مواد أخرى تؤثر في الذاكرة المعتمدة على الحالة، مثل المورفين والكافيين والكحول.
وقد أجريت كميات كبيرة من البحوث على آثار الكحول. تظهر الأبحاث أن الأفراد يكونون أقل عرضة لتذكر المعلومات التي تم تعلمها أثناء تسممهم مرة أخرى عندما يكونون متيقظين. ومع ذلك، يتم استرجاع المعلومات المكتسبة أو الذكريات التي تم إنشاؤها أثناء تسممهم بشكل أكثر فاعلية عندما يكون الفرد في حالة مماثلة من التسمم.
إدمان الكحول يمكن أن يعزز الذاكرة التي تعتمد على الحالة. في دراسة قارنت بين آثار الكحول على الذاكرة التي تعتمد على الحالة على كل من الأشخاص المدمنين على الكحول والأشخاص غير المدمنين عليه، وجد الباحثون أن الأشخاص المدمنين على الكحول أظهروا آثارًا أكبر على الذاكرة التي تعتمد على الحالة في مهام الاسترجاع والتداع الحر. هذا ليس لأن الكحول تنتج ارتباطات أفضل، ولكن لأن الشخص المصاب بإدمان الكحول يعيش جزءاً كبيراً من حياته تحت تأثير الكحول. ينتج عن ذلك تغيرات في الإدراك، وعندما يشرب الشخص المصاب بإدمان الكحول، فإن التسمم يهيئ عقولهم تجاه بعض الارتباطات التي تم إجراؤها في حالات مماثلة. في الأساس، تختلف حالات إدمان الكحوليات السامة في الواقع عن الحالات السامة للشخص غير الكحولي، الذي لا يستخدم جسمه في معالجة مثل هذه الكميات الكبيرة من المادة. لهذا السبب، نرى آثاراً أكبر قليلاً للذاكرة المعتمدة على الحالة عندما يكون الشخص في حالة سكر ويكون هذا الشخص مدمناً على الكحول أكثر من أولئك الذين لا يشربون باستمرار.

## المزاج
كانت الذاكرة المعتمدة على الحالة المتأثرة بالمزاج موضع جدل في المجال النفسي. على الرغم من أن الأبحاث أظهرت أن هناك دليلًا على وجود اعتماد على الحالة المزاجية في الذاكرة، فقد أصبح هذا موضع تساؤل فيما بعد عندما اقترح الباحثون أن النتائج كانت في الواقع نتيجة لذاكرة الحالة المزاجية، وهي ظاهرة يتذكر فيها الفرد مزيدًا من المعلومات المرتبطة بحالته. على سبيل المثال، قد يتذكر الشخص الذي يُطلب منه أن يتعلم قائمة من الكلمات بينما يعاني من نزلة برد كلمات أكثر مرتبطة بمرضه مثل «الأنسجة» أو «الاحتقان» عندما يُطلب منه في وقت لاحق تذكّر الكلمات المستفادة. ومنذ ذلك الحين، أجرى الباحثون تجارب لاكتشاف الحقيقة المتعلقة بالذاكرة المعتمدة على الحالة المزاجية، على الرغم من أنه لا يزال من الصعب التخلص من عدم الموثوقية بالكامل من هذه الدراسات.
حققت بعض الدراسات في وجود ذاكرة تعتمد على الحالة المزاجية، خاصة في الأفراد الذين يعانون من اضطراب ثنائي القطب ويتأرجحون عمومًا بمرور الوقت بين أقصى درجات الحالة المزاجية، وخصوصًا الاكتئاب والهوس. في عام 1977، وجد أن الأفراد الذين يعانون من اضطراب ثنائي القطب كان أداءهم أفضل في اختبار الارتباط اللفظي عندما كانوا في حالة مزاجية مماثلة لحالتهم عندما قاموت بتعلم التراكيب اللفظية. في دراسة حديثة أجريت في عام 2011، درست بالمثل مجموعة من الأفراد المصابين باضطراب ثنائي القطب ووجدت أدلة على دور الذاكرة المعتمدة على الحالة المزاجية في مهمة بصرية (التعرف على بقع الحبر). وقد لوحظ أن الأشخاص كانوا يتذكرون بقع الحبر هذه بشكل أفضل عندما كانوا في نفس الحالة المزاجية التي كانوا فيها عندما رأوا هذه البقع لأول مرة. ومع ذلك، لم يجد الباحثون تأثير مماثل للمهام اللفظية. نظرًا لأن الدراستين لا تتفقان على تأثيرات الحالة المزاجية فيما يتعلق بمهام الاستدعاء اللفظي، هناك حاجة إلى مزيد من البحث لتوضيح وجود ذاكرة تعتمد على الحالة المزاجية في مهام الاستدعاء اللفظي والبصري وكذلك للتحقيق في أثر الحالة المزاجية للذاكرة في أولئك الذين يعانون من اضطرابات المزاج الأخرى أو الأفراد الذين ليس لديهم أي نوع من اضطرابات المزاج.

## الألم
تم العثور على أدلة على وجود التعلم المعتمد على الحالة في حالات الألم. الأفراد الذين تعرضوا للألم الناجم عن وضع أيديهم في الماء المثلج استرجعوا قائمة معينة من الكلمات بشكل أفضل عندما كانت أيديهم مرة أخرى في الماء المثلج بالمقارنة مع وضعهم أيديهم في ماء دافئ. عندما يتطابق مستوى الألم في وقت الترميز مع مستوى الألم في وقت الاستعادة، يُظهر الأفراد قدرة محسّنة على تذكر قائمة كلمات معينة. تظهر هذه النتائج أن حالات الألم يمكن أن تؤثر أيضًا على الذاكرة.

## إسترجاع الحالة الداخلية
أظهرت الدراسات أن مجرد إنشاء نفس الحالة الداخلية التي كانت لديك في وقت الترميز كافٍ ليكون بمثابة إشارة استرجاع. لذلك فإن وضع نفسك في نفس العقلية التي كنت عليها في وقت الترميز سيساعد في التذكر بالطريقة نفسها كما لو كنت في نفس الموقف. تم توضيح هذا التأثير الذي أطلق عليه «سياق إعادة التشغيل» من قِبل فيشر وكريك 1977 عندما قاما بمطابقة إشارات الاسترجاع بالطريقة التي تم بها حفظ المعلومات.

## الآثار
للذاكرة المعتمدة على الحالة تأثيرات واسعة النطاق يمكن أن تلعب أدواراً مهمة في حياتنا اليومية. على سبيل المثال، يمكن أن يؤثر اعتماد الحالة على الأداء في اختبار أو في مقابلة عمل. يمكن أن يؤثر على تذكرك للمكان الذي تركت فيه مفاتيح سيارتك. ومع ذلك، يمكن أيضاً تسخير قوة الذاكرة المعتمدة على الحالة لتحسين الأداء في المدرسة لأولئك الذين يعانون من صعوبات في التعلم أو نتائج في العلاج.
للذاكرة المعتمدة على الحالة آثار على فعالية العلاج النفسي. كما تم العثور على أدلة لفكرة أن حالة الفرد (فيما يتعلق بالجوهر) يمكن أن تؤثر على تأثير العلاج النفسي. استجاب المرضى بشكل أفضل لعلاج التعرض للرهاب من جلسة علاج إلى أخرى عندما كانوا متسقين مع حالات وعيهم. وجدت هذه الدراسة أن المرضى الذين لديهم مستويات مماثلة من الكافيين في نظامهم في كل جلسة أو الذين لم يكن لديهم الكافيين باستمرار في نظامهم أظهروا معدلات تحسن أكبر مع انتكاسات أقل للرهاب من المرضى الذين دخلوا في حالات مختلفة من تأثير الكافيين من جلسة علاج واحدة إلى أخرى. تُظهر هذه النتائج أنه يمكن استخدام التعلم المعتمد على الحالة لصالح من يخضعون للعلاج النفسي. من خلال ابقائهم ثابتين في حالة وعيهم أثناء الجلسات، يمكن للمرضى تحسين احتمال نجاحهم وتقليل احتمال الانتكاس. قد تختبر الاتجاهات المستقبلية لهذا النوع من الأبحاث مواد أخرى غير الكافيين لتأثيرات مماثلة على أداء المريض أثناء العلاج النفسي.
تم العثور على أدلة على التعلم المعتمد على الحالة في الأطفال الذين يعانون من فرط النشاط، من خلال تناول ميثيل فينيديت، وهو دواء يوصف عادة لعلاج أعراض اضطراب فرط الحركة ونقص الانتباه، المعروف أكثر باسم ريتالين أو كونسيرتا. يحتفظ الأطفال الذين يعانون من فرط النشاط في تناول هذا الدواء خلال فترات التعلم بشكل أفضل بهذه المعلومات خلال الفترات اللاحقة من استخدام الميثيل فينيديت، مما يوضح فعالية الميثيل فينيديت في تسهيل التعلم لدى الأطفال الذين تم تشخيصهم باضطرابات فرط الحركة. ومع ذلك، فإن هذا التأثير التعليمي المعتمد على الحالة للأدوية المنشطة لا ينطبق إلا على الأطفال المصابين بفرط النشاط. الأطفال الذين لم يتم تشخيصهم بفرط النشاط لا يظهرون أي تغيير في معدلات الاستبقاء بسبب استخدام المنشطات مثل الميثيل فينيديت أو البيمولين. تؤكد هذه الدراسات وصف المنشطات للأفراد الذين يعانون من اضطرابات فرط الحركة. أظهرت النتائج أن حالة الوعي الناتجة عن استخدام هذه الأدوية تعمل على تحسين التركيز المعرفي لدى المصابين باضطرابات فرط النشاط عند تناولها باستمرار.